# Terence Knox
Pour les articles homonymes, voir Knox.
Terence Knox, né le 16 décembre 1946 à Richland dans l'État de Washington aux États-Unis, est un acteur américain.

## Biographie
Il est en particulier connu dans le rôle du Sergent Anderson dans la série télévisée L'Enfer du devoir.

## Filmographie

### Cinéma
- 1980 : la Grosse Magouille (Used Cars - Voitures d'occasion) : Roose
- 1981 : Circle of Power
- 1983 : Lies : Eric Macklin
- 1983 : Pied au plancher (Heart Like a Wheel) de Jonathan Kaplan : l'ami de Jack
- 1984 : Truckin' Buddy McCoy : Buddy
- 1985 : Rebel Love : Hightower
- 1987 : Machinations : Paul Elliott
- 1987 : Nuits sanglantes (The Offspring) de Jeff Burr : Burt
- 1990 : Tripwire : Jack DeForest
- 1992 : Forever : Wallace Reid
- 1992 : Les Démons du maïs 2 : Le Sacrifice final (The Children of the Corn II: The Final Sacrifice) : John Garrett
- 1994 : The Flight of the Dove : Jonathan 'J.B.' Brandels
- 1999 : At Face Value (Court-métrage) : l'entrepreneur
- 2003 : An Ordinary Killer : détective Ben Bannister
- 2005 : The Civilization of Maxwell Bright : officier Riggs
- 2006 : Obsession (Court-métrage) : Sam Preston
- 2007 : Ghost Town: The Movie : Emerson Rogers
- 2010 : Renovation : Frank
- 2010 : The Hunters : Bernard
- 2012 : A State of Hate : Ben Bannister

### Télévision
- 1980 : Côte ouest (Knots Landing) (Série TV) : officier Smith
- 1981 : Shérif, fais-moi peur (The Dukes of Hazzard) (Série TV) : Rafe Logan
- 1982-1984 et 1986 : Hôpital St Elsewhere (St. Elsewhere) (Série TV) : Dr. Peter White
- 1984 : Implosion trois (Téléfilm) : Leo Kalb
- 1985 : J.O.E. and the Colonel (Téléfilm) : Dr. Michael Rourke
- 1985 : Chase (Téléfilm) : Craig Phalen
- 1985 : V (Série TV) : Alan Davis
- 1985 : Hôtel (Série TV) : Fred Hampton
- 1985 : Arabesque (Murder She Wrote) (Série TV) : Steve Pascal
- 1986 : All is Forgiven (Série TV) : Matt Russell
- 1987 : Le Chevalier lumière (The Last Electric Knight/Sidekicks) (Série TV) : M. Teckett
- 1987 : Mighty Pawns (Téléfilm) : Steve Gronowski
- 1987 : Murder Ordained (Téléfilm) : Martin Anderson
- 1987-1990 : L'Enfer du devoir (Tour of Duty) : sergent (appellation dans l'armée US - sergent-chef dans l'armée française) Clayton "Zeke" Anderson
- 1989 : La Cinquième Dimension (The Twilight Zone) (Série TV) : Thomas Bartin
- 1990 : Unspeakable Acts (Téléfilm) : Dan Casey
- 1990 : Snow Kill (Téléfilm) : Clayton Thorpe
- 1990 : Angel of Death (Téléfilm) : Vince
- 1991 : Le Voyageur (The Hitchhike) (Série TV) : Leon
- 1991 : Pour le bonheur d'Allison (Série TV) : Nick
- 1992 : La Voix du silence (Série TV) : Elroy bunch
- 1992 : Overexposed (téléfilm) : Nick
- 1993 : Cobra (Série TV) : Jack
- 1993 : Loïs et Clark (Série TV) : Jason Trask
- 1993 : Les Dessous de Palm Beach (Silk Stalkings) (Série TV) : John Penner
- 1993 : Nick's Game (Téléfilm) : Frank Del Pzzo
- 1994 : The Road Home (Série TV) : Jake Matson
- 1995 : SeaQuest, police des mers (Série TV) : commander Michael VanCamp
- 1995 : Stolen Innocence (Téléfilm) : Jed Harris
- 1995 : Le Retour des envahisseurs (Téléfilm) : lieutenant "Mac" Coyle
- 1996 : Murder One (Série TV) : Douglas Fournier
- 1996 : Le Caméléon (The Pretender) (Série TV) : Tom Matthews
- 1996 : Surfers détectives (en) (Série TV) : Martin Cavanaugh
- 1997 : Pacific Blue (Série TV) : Zack Torrance
- 1997 : Burning Zone : Menace imminente (The Burning Zone) (Série TV) : major Reed
- 1997 : Pensacola (Série TV) : lieutenant-colonel Dan Ballinger
- 1997 : L'amour est ailleurs (Téléfilm) : Mike
- 1999 : Premiers secours (Série TV) : Griffith
- 2001 : Walker, Texas Ranger (Série TV) : Garrett Pope
- 2001 : V.I.P. (Série TV) : Billy Porter
- 2001 : Six pieds sous terre (Six Feet Under) (Série TV) : Larry Wadd
- 2001 : Philly (Série TV) : détective Al Stein